# ويليامزتاون
ويليامزتاون (بالإنجليزية: Williamstown)‏ هي مدينة في مقاطعة بيركشاير، في الركن الشمالي الغربي من ولاية ماساتشوستس. تشترك في الحدود مع ولاية فيرمونت في الشمال ونيويورك في الغرب. وهي جزء من منطقة بيتسفيلد، ماساتشوستس العمرانية الإحصائية. كان عدد السكان 7,754 في تعداد عام 2010. وهي مدينة جامعية، فهي موطن لكلية وليامز، ومعهد كلارك الفني، مهرجان ويليامزتاون المسرحي الحلئز على جائزة توني، الذي يقام في شهري يوليو وأغسطس ممن كل.

## أعلام
- كونراد إل. ويرث
- جون بيري
- جيمس ماكجريجور بورنس
- دانيال ديوي
- ويليام إل. ألدن
- جون باسكوم
- بوب بيتيت
- ر. إتش إيفز جاميلل
- أبريل برنارد
- فلورنسا باسكوم